# Julius Peter (Bankier)
Julius Peter (* 1853; † 1934) war ein Direktor der Nationalbank für Deutschland.

## Leben
1888 wurde er Direktor der Nationalbank für Deutschland. Dieses Amt bekleidete er bis 1901. Er war außerdem Mitglied im Vorstand der Akkumulatoren-Fabrik Aktiengesellschaft (AFA), Berlin und Gründungsmitglied der Gesellschaft Urania zu Berlin (1888).
Julius Peter war mit Adele Landau († 8. Februar 1932) verheiratet. Ihre gemeinsame Tochter, Else Edle von Peter, war verheiratet mit Kurt Rathenau, dem Bruder von Josephine Levy-Rathenau.